# Bornetia
Genre
Bornetia est un genre d’algues rouges de la famille des Wrangeliaceae.

## Liste d'espèces
Selon AlgaeBase (1er juin 2025) :
- Bornetia binderiana (Sonder) Zanardini, 1866
- Bornetia californica I.A.Abbott, 1971
- Bornetia repens Stegenga, 1985
- Bornetia secundiflora (J.Agardh) Thuret, 1855 (espèce type)
- Bornetia tenuis Baldock & Womersley, 1968

## Systématique
Le nom correct complet (avec auteur) de ce taxon est Bornetia Thuret, 1855.
Ce taxon porte en français le nom vernaculaire ou normalisé suivant : Ciste de Bornet.